# HD 100858
HD 100858 är en oklassificerad variabel stjärna i Drakens stjärnbild..
Stjärnan är en orange jätte som varierar i ljusstyrka mellan fotografisk magnitud +6,58 och 6,64 och kräver fältkikare för att kunna observeras.